# Сан Мартино ин Бадија
Сан Мартино ин Бадија (итал. San Martino in Badia) је насеље у Италији у округу Болцано, региону Трентино-Јужни Тирол.
Према процени из 2011. у насељу је живело 360 становника. Насеље се налази на надморској висини од 1136 м.

## Становништво
Према резултатима пописа становништва 2011. у општини је живело 1.729 становника.
| 1931. | 1936. | 1951. | 1961. | 1971. | 1981. | 1991. | 2001. | 2011. |
| ----- | ----- | ----- | ----- | ----- | ----- | ----- | ----- | ----- |
| 1.153 | 1.159 | 1.198 | 1.332 | 1.374 | 1.427 | 1.495 | 1.690 | 1.729 |